# Chaya Mushka Schneerson
Pour les articles homonymes, voir Schneersohn.
Chaya Mushka Schneerson (ou Schneersohn) (16 mars 1901-10 février 1988), dite la Rebbetzin, est l'épouse du septième et dernier Rebbe du mouvement hassidique Loubavitch, Menachem Mendel Schneerson (1902-1994).

## Biographie
Chaya Mushka Schneerson est née le samedi 16 mars 1901 (25 Adar) à Babinovitch, un village près de la ville de Lioubavitchi, en Russie. Elle est la deuxième des trois filles du sixième Rebbe de la dynastie Loubavitch, le Grand Rabbin Yossef Yitzchok Schneersohn (1880-1950) et de la Rebbetzin Nechama Dina Schneersohn. Elle porte les prénoms de Chaya Mushka(Moussia), portés par l'épouse du troisième Rebbe de Loubavitch, le Tsemah Tzedek (1789-1866).
Elle vit avec sa famille à Lioubavitchi, jusqu'à l'automne de 1915. À cause de la Première Guerre mondiale, la famille se réfugie à Rostov-sur-le-Don.
En 1920, son grand-père, Sholom Dovber Schneersohn, le cinquième Rebbe de Lioubavitchi décède. Le père de Chaya Mushka, Yosef Yitzchok Schneersohn, lui succède et devient le sixième Rebbe de Lioubavitchi.
Au printemps de 1924, face aux dangers qui menacent les juifs à Rostov[Lesquels ?], la famille Shneersohn va habiter à Leningrad.
À l'automne de 1927, son père, Yosef Yitzhok Schneersohn, le Rebbe de Lioubavitchi est arrêté pour ses activités en faveur de l'observance du judaïsme. Elle participe aux efforts pour sa libération.
À la libération de son père, la famille quitte Leningrad et la Russie et s'installe à Riga, en Lettonie.
Elle épouse son distant cousin Menachem Mendel Schneerson en 1928,, à Varsovie, en Pologne. Elle a 27 ans. Les parents de Menachem Mendel Schneerson, le rabbin Levi Yitzchak Schneerson et son épouse, la rebbetzin Chana Schneerson ne peuvent pas participer au mariage, mais célèbrent l'évènement à Iekatrinoslav, aujourd'hui appelé Dnipro, en Ukraine.
Elle accompagne son époux, à Berlin, où il suit des cours en mathématiques et en physique, à l'Université de Berlin.
À la prise de pouvoir par les nazis, au printemps de 1933, ils quittent Berlin et vont à Paris. Le futur Rebbe de Loubavitch et son épouse vivent en France, de 1933 à 1941, c'est-à-dire durant 8 ans. Il garde sa vie durant un attachement pour ce pays. Plus tard, aux États-Unis, il adopte La Marseillaise comme son hymne personnel.
Durant la Seconde Guerre mondiale, ils se réfugient à Nice, avant de partir pour New York, où ils s'établissent à Crown Heights, Brooklyn, le 23 juin 1941.

## RebbetzindeLoubavitch
En 1950, après le décès de son père, son époux devient le Rebbe de Loubavitch, et elle devient la Rebbetzin de Loubavitch.
Chaya Mushka Schneerson a de l'influence sur ses décisions.
Une sœur lui survit, Hannah Gourary. La plus jeune sœur de Chaya Mushka, Shaina, et son mari, le rabbin Menahem Horenstein, sont déportés alors qu'ils se trouvent en Pologne et assassinés par les nazis, à Treblinka.
Depuis son décès le 10 février 1988 (22 Shevat 5748) et jusqu'à aujourd'hui, dans le mouvement Loubavitch son nom (prénoms) est donné aux jeunes filles et à des institutions pour jeunes filles.
Le Rebbe de Loubavitch, pratiquement depuis le décès de son épouse, en 1988 jusqu'à son propre décès en 1994, c'est-à-dire durant 6 ans, utilisera son bureau pour dormir, soulignant le rôle important de Chaya Mushka dans sa vie.